# Płoske (obwód charkowski)
Płoske (ukr. Плоске) – wieś na Ukrainie, w obwodzie charkowskim, w rejonie kupiańskim, w hromadzie Wełykyj Burłuk. W 2001 liczyła 985 mieszkańców, spośród których 907 wskazało jako ojczysty język ukraiński, 64 rosyjski, 1 rumuński, 1 białoruski, 11 ormiański, a 1 jidysz.